# Utrechtse derby
De Utrechtse derby was een voetbalwedstrijd tussen de clubs DOS, Elinkwijk en Velox. Alle clubs komen uit de stad Utrecht. De clubs speelden vanaf het begin van het betaalde voetbal tot aan de fusie in 1970 in competitie- en toernooiverband enkele keren tegen elkaar. De latere fusieclub, FC Utrecht, kwam in het bekertoernooi uit tegen de amateurverenigingen. DOS was veruit de succesvolste vereniging van de drie, de club speelde zestien seizoenen in de hoogste Nederlandse competitie.

## Uitslagen

### DOS – Elinkwijk
| Seizoen | Competitie         | Thuisploeg | Uitslag | Uitploeg  | Doelpuntenmakers                                             | Doelpuntenmakers                                                                 |
| Seizoen | Competitie         | Thuisploeg | Uitslag | Uitploeg  | Thuisploeg                                                   | Uitploeg                                                                         |
| ------- | ------------------ | ---------- | ------- | --------- | ------------------------------------------------------------ | -------------------------------------------------------------------------------- |
| 1956/57 | Eredivisie         | Elinkwijk  | 1–6     | DOS       | Toon Westbroek (e.d.)                                        | Tonny van der Linden (2x), Andries Nagtegaal, Dirk Lammers (2x), Gerrit Krommert |
| 1956/57 | Eredivisie         | DOS        | 2–3     | Elinkwijk | Gerrit Krommert, Luc Flad                                    | Wim de Jongh, Jan Klein, Eef Westers                                             |
| 1957/58 | Eredivisie         | DOS        | 4–1     | Elinkwijk | Tonny van der Linden (2x), Henk Temming, Cor Luiten          | Bertus van Beek                                                                  |
| 1957/58 | Eredivisie         | Elinkwijk  | 2–3     | DOS       | Michel Kruin (2x)                                            | Tonny van der Linden (2x), Henk Temming                                          |
| 1958/59 | Eredivisie         | DOS        | 2–1     | Elinkwijk | Cor Luiten (2x)                                              | Michel Kruin                                                                     |
| 1958/59 | Eredivisie         | Elinkwijk  | 0–4     | DOS       |                                                              | Dirk Lammers (2x), Gerrit Krommert, Henk Temming (p)                             |
| 1959/60 | Eredivisie         | Elinkwijk  | 0–0     | DOS       |                                                              |                                                                                  |
| 1959/60 | Eredivisie         | DOS        | 3–2     | Elinkwijk | Wim Visser, Tonny van der Linden (2x)                        | Humphrey Mijnals, Ben Zweers                                                     |
| 1960/61 | Eredivisie         | DOS        | 1–0     | Elinkwijk | Jan de Kleyn                                                 |                                                                                  |
| 1960/61 | Eredivisie         | Elinkwijk  | 0–3     | DOS       |                                                              | Tonny van der Linden, Bert Theunissen, Martin Okhuijsen                          |
| 1960/61 | KNVB beker 1960/61 | DOS        | 1–2     | Elinkwijk | Tonny van der Linden                                         | Wim Wolffers, Jan de Jongh                                                       |
| 1961/62 | KNVB beker 1961/62 | DOS        | 3–1     | Elinkwijk | Tom Verkuyl, Wim Visser, Bert Theunissen                     | Jan de Jongh                                                                     |
| 1965/66 | Eredivisie         | Elinkwijk  | 6–2     | DOS       | Henny van Egdom (3x), Ton Nieuwenhuys, Gerard Hogenbirk (2x) | Co van de Hoogen, Henk Wery                                                      |
| 1965/66 | Eredivisie         | DOS        | 2–0     | Elinkwijk | Wim Visser, Henk Wery                                        |                                                                                  |
| 1966/67 | Eredivisie         | DOS        | 3–0     | Elinkwijk | Henk Wery, Leo de Vroet, Tonny van der Linden                |                                                                                  |
| 1966/67 | Eredivisie         | Elinkwijk  | 0–2     | DOS       |                                                              | Nico Hardeman, Henk Wery                                                         |
| 1967/68 | KNVB beker 1967/68 | Elinkwijk  | 4–0     | DOS       | Joop Oomens, Theo Netten, Jan Blaauw (p), Ben Aarts (e.d.)   |                                                                                  |

### DOS – Velox
| Seizoen | Competitie         | Thuisploeg | Uitslag | Uitploeg | Doelpuntenmakers | Doelpuntenmakers           |
| Seizoen | Competitie         | Thuisploeg | Uitslag | Uitploeg | Thuisploeg       | Uitploeg                   |
| ------- | ------------------ | ---------- | ------- | -------- | ---------------- | -------------------------- |
| 1965/66 | KNVB beker 1965/66 | DOS        | 1–1     | Velox    | Henk Wery        | Wim van Arnhem             |
| 1967/68 | KNVB beker 1967/68 | DOS        | 1–3     | Velox    | Henk Wery        | Marco Cabo (2x), Co Dirven |

### Elinkwijk – Velox
| Seizoen | Competitie         | Thuisploeg | Uitslag | Uitploeg  | Doelpuntenmakers                    | Doelpuntenmakers                                             |
| Seizoen | Competitie         | Thuisploeg | Uitslag | Uitploeg  | Thuisploeg                          | Uitploeg                                                     |
| ------- | ------------------ | ---------- | ------- | --------- | ----------------------------------- | ------------------------------------------------------------ |
| 1960/61 | KNVB beker 1960/61 | Velox      | 3–5     | Elinkwijk | Frans Geurtsen (2x), Ben Aarts      | Michel Kruin (2x), Wim Wolffers, Chris Oomen, Jozef Siahaya  |
| 1962/63 | Eerste divisie     | Elinkwijk  | 3–7     | Velox     | Jan de Jongh (3x)                   | Leen Morelisse, Willem van Hanegem (2x), Frans Geurtsen (4x) |
| 1962/63 | Eerste divisie     | Velox      | 1–0     | Elinkwijk | Frans Geurtsen                      |                                                              |
| 1963/64 | Eerste divisie     | Velox      | 1–1     | Elinkwijk | Hassie Agterberg                    | Job Gademans                                                 |
| 1963/64 | Eerste divisie     | Elinkwijk  | 2–0     | Velox     | Chris Geutjes, Hans van der Heijden |                                                              |
| 1964/65 | Eerste divisie     | Elinkwijk  | 0–2     | Velox     |                                     | Leen Morelisse, Gijs Uittenbosch                             |
| 1964/65 | Eerste divisie     | Velox      | 0–1     | Elinkwijk |                                     | Ton Nieuwenhuys                                              |
| 1967/68 | Eerste divisie     | Velox      | 0–0     | Elinkwijk |                                     |                                                              |
| 1967/68 | Eerste divisie     | Elinkwijk  | 1–1     | Velox     | Jan Blaauw                          | Louis Lit (p)                                                |
| 1967/68 | KNVB beker 1967/68 | Velox      | 0–0     | Elinkwijk |                                     |                                                              |

## FC Utrecht

### FC Utrecht – Elinkwijk
| Seizoen | Competitie         | Thuisploeg | Uitslag | Uitploeg   | Doelpuntenmakers          | Doelpuntenmakers |
| Seizoen | Competitie         | Thuisploeg | Uitslag | Uitploeg   | Thuisploeg                | Uitploeg |
| ------- | ------------------ | ---------- | ------- | ---------- | ------------------------- | --- |
| 1999/00 | KNVB beker 1999/00 | Elinkwijk  | 1–7     | FC Utrecht | Patrick Zwaanswijk (e.d.) | Dirk Kuijt (2x), Alfons Groenendijk, Didier Martel, Mitchell van der Gaag, Ruud Berger, Theo Lucius                           |
| 2005/06 | KNVB beker 2005/06 | Elinkwijk  | 0–10    | FC Utrecht |                           | Stefaan Tanghe (2x), Marc-Antoine Fortuné (2x), Dwight Tiendalli (2x), Robin Nelisse (2x), Dave van den Bergh, Tim Cornelisse |